# Zolotchiv
Pour les articles homonymes, voir Zolotchiv (oblast de Kharkiv).
Zolotchiv (en ukrainien : Золочів) ou Zolotchev (en russe : Золочев ; en polonais : Złoczów ; en allemand : Solotschiw ; en yiddish : זלאָטשעװ, Zlotshov) est une ville de l'oblast de Lviv, en Ukraine, et le centre administratif du raïon de Zolotchiv. Sa population s'élevait à 24 074 habitants en 2013.

## Géographie
Zolotchiv se trouve dans la région historique de Galicie. Le centre-ville est situé à 65 km à l'est de Lviv.

## Histoire
Après la conquête de la région par les forces du roi Casimir III de Pologne vers 1340, la ville appartenait au pays de Lwów (Lviv) au sein de la voïvodie ruthène (la Ruthénie rouge). Złoczów continue de faire partie du royaume de Pologne et de la république des Deux Nations jusqu'au premier partage de la Pologne en 1772. La ville était connue pour ses mines de sel.

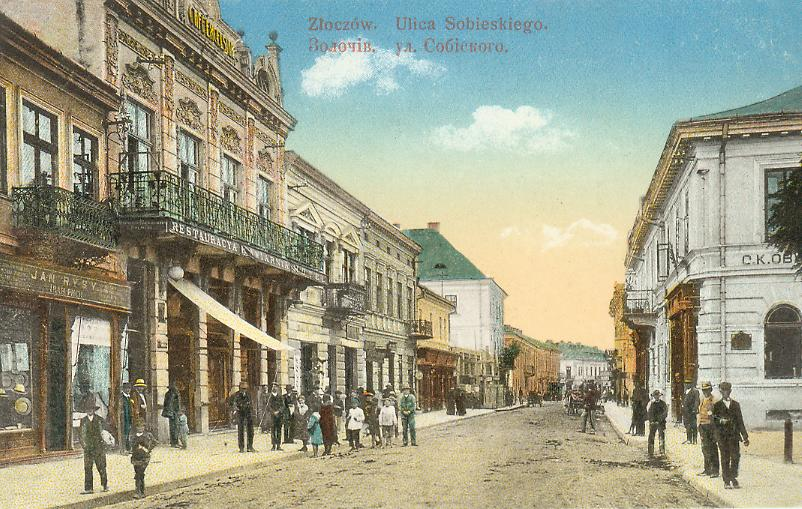
Carte postale de 1916.

À partir de 1772, la ville a été incorporée dans le royaume de Galicie et de Lodomérie, un pays de la couronne de la monarchie de Habsbourg puis de l'empire d'Autriche et de la Cisleithanie au sein de l'Autriche-Hongrie qui ouvre la gare de Zolotchiv. En 1918, elle retourna à la république de Pologne faisant partie de la voïvodie de Tarnopol. Zolotchiv a compté avant la Seconde Guerre mondiale une très importante population juive, ce qui a fait d'elle un des shtetls d'Europe. 
Avec le déclenchement de la guerre en 1939, la ville a tout d'abord été occupée par l'Armée rouge ; le NKVD était chargé d'un camp de prisonniers de guerre polonais au château de Zolochiv où plusieurs centaines de détenus ont trouvé la mort. Au cours de l'opération Barbarossa en 1941, la Wehrmacht a pénétré dans la ville. En juillet, le bataillon Nachtigall composé de nationalistes ukrainiens issus du OUN(B) de Stepan Bandera et la division SS Wiking ont massacré les Juifs et les Polonais de la ville. Ce sont des généraux allemands de la 17e armée qui mettent fin provisoirement aux massacres. 
Après la guerre, Zolotchiv fut rattachée à la république socialiste soviétique d'Ukraine. Depuis la dislocation de l'URSS en 1991, la ville fait partie de l'Ukraine indépendante.

## Population
Recensements (*) ou estimations de la population :
| 1897* | 1959*  | 1970*  | 1979*  | 1989*  |
| ----- | ------ | ------ | ------ | ------ |
| 6 573 | 10 513 | 15 281 | 18 757 | 23 189 |

| 2001*  | 2010   | 2011   | 2012   | 2013   |
| ------ | ------ | ------ | ------ | ------ |
| 23 481 | 23 817 | 23 900 | 24 059 | 24 074 |

## Patrimoine

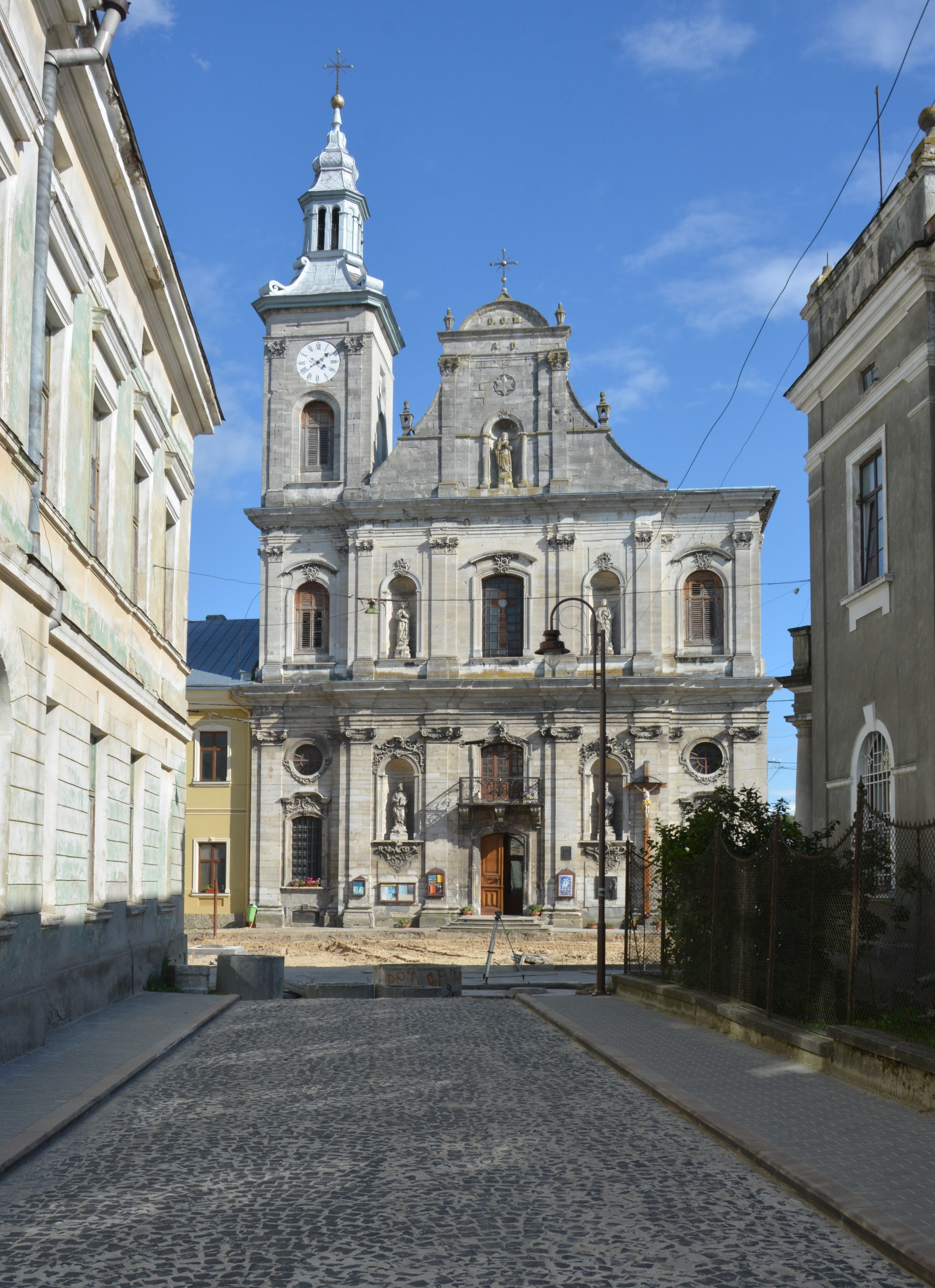
Eglise de l'Assomption, classée[5],[6],
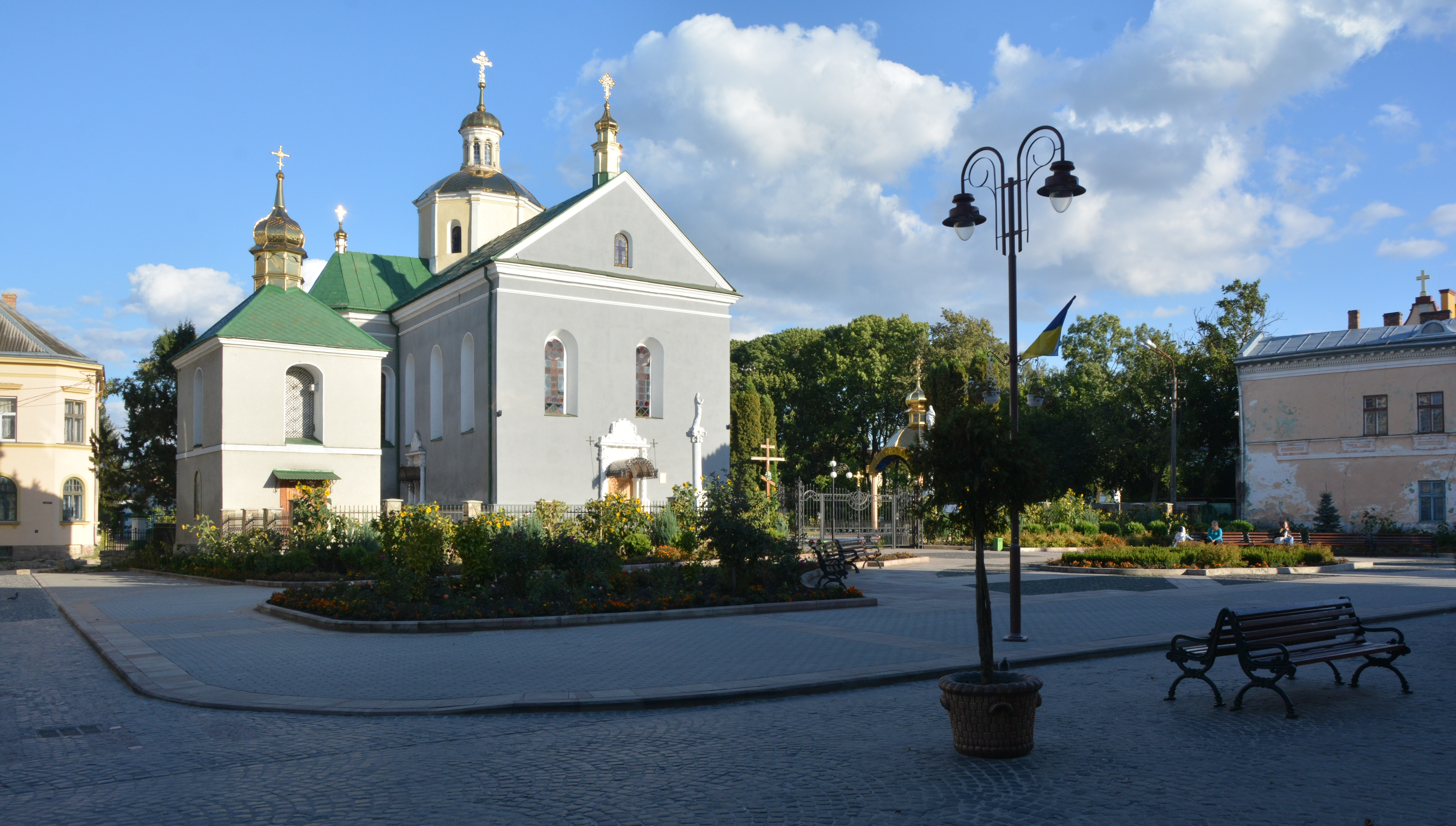
église de la Résurrection, classé[7],[8],
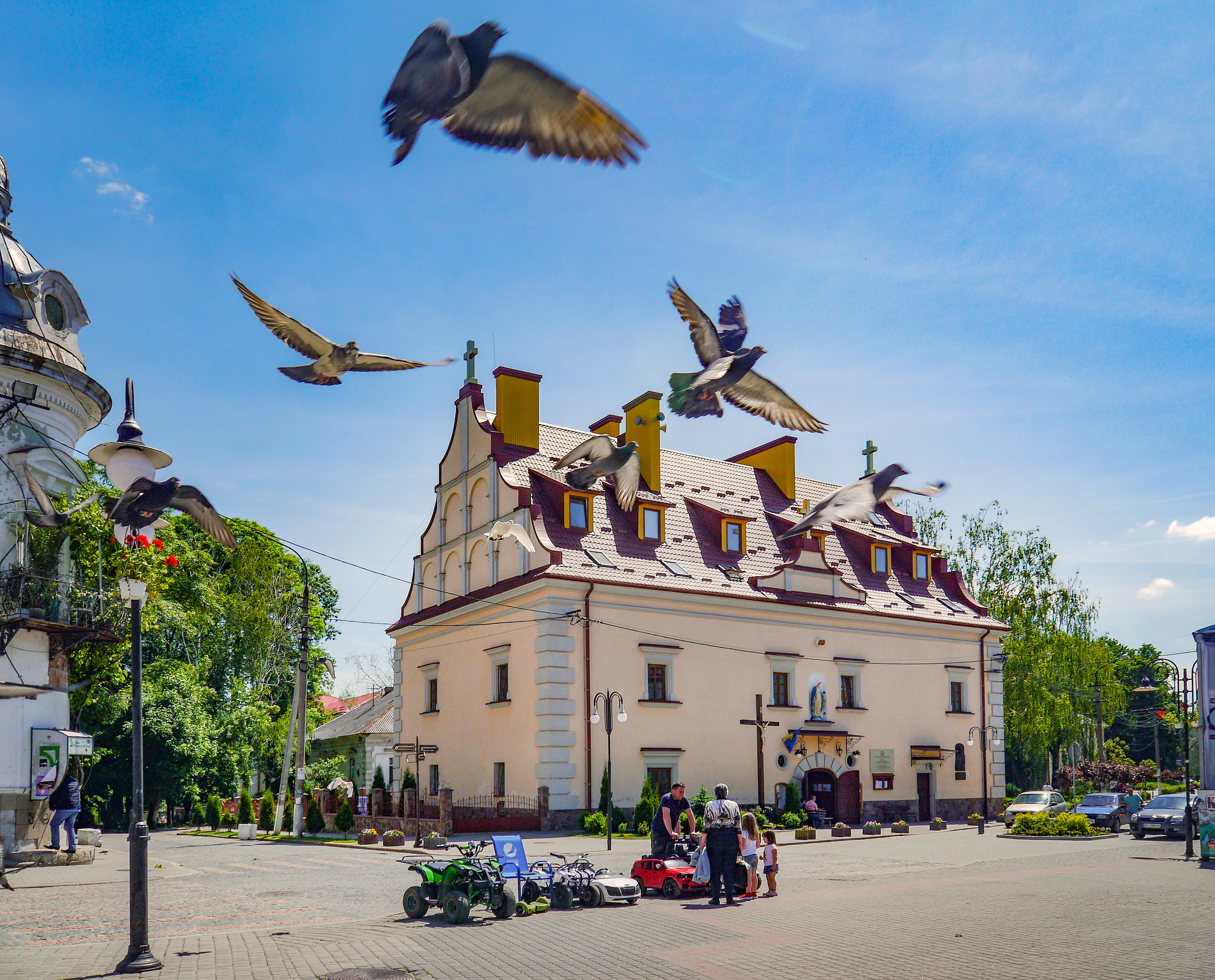
l'hôpital, classé[9],
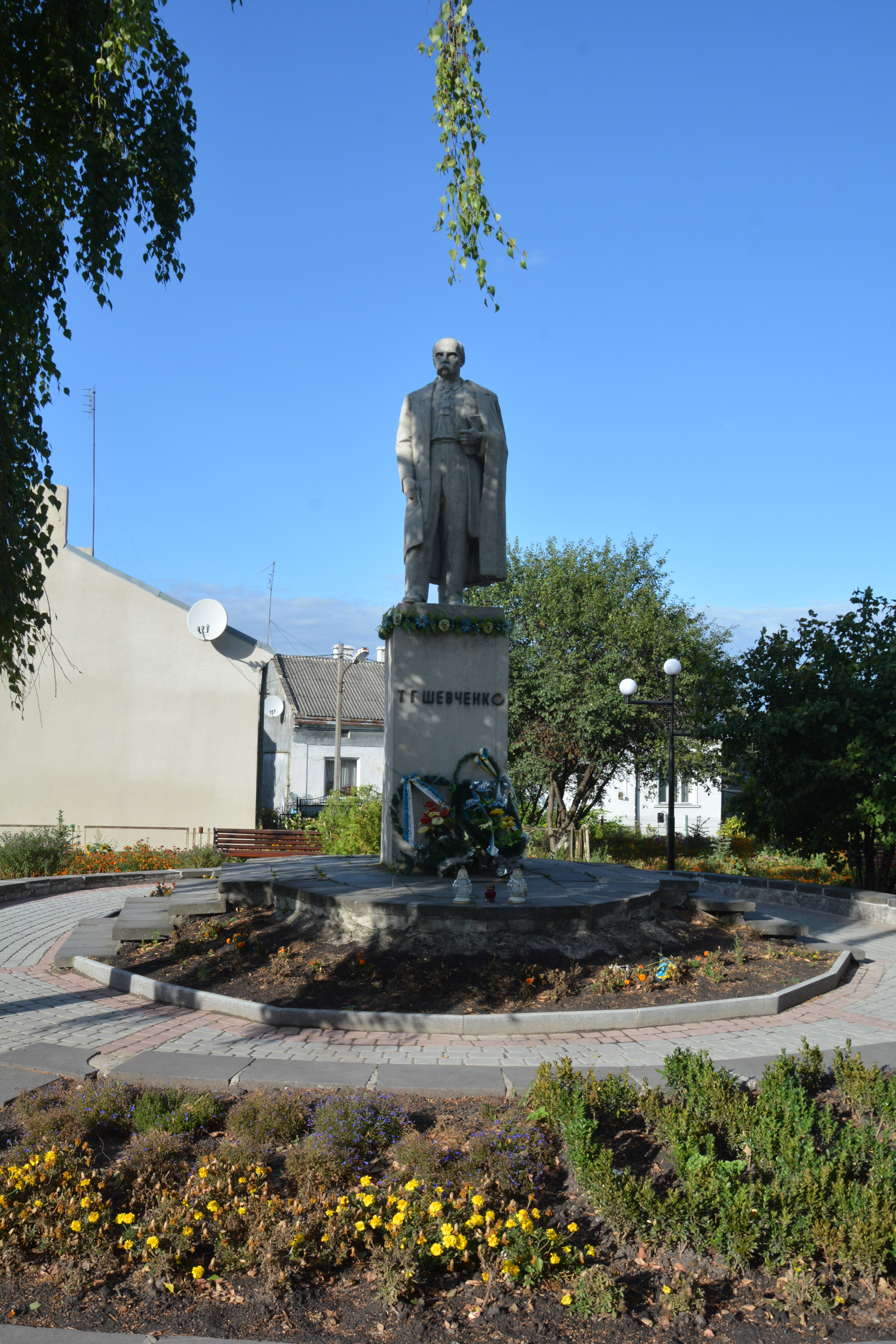
monument à Taras Chevtchenko, classé[10],
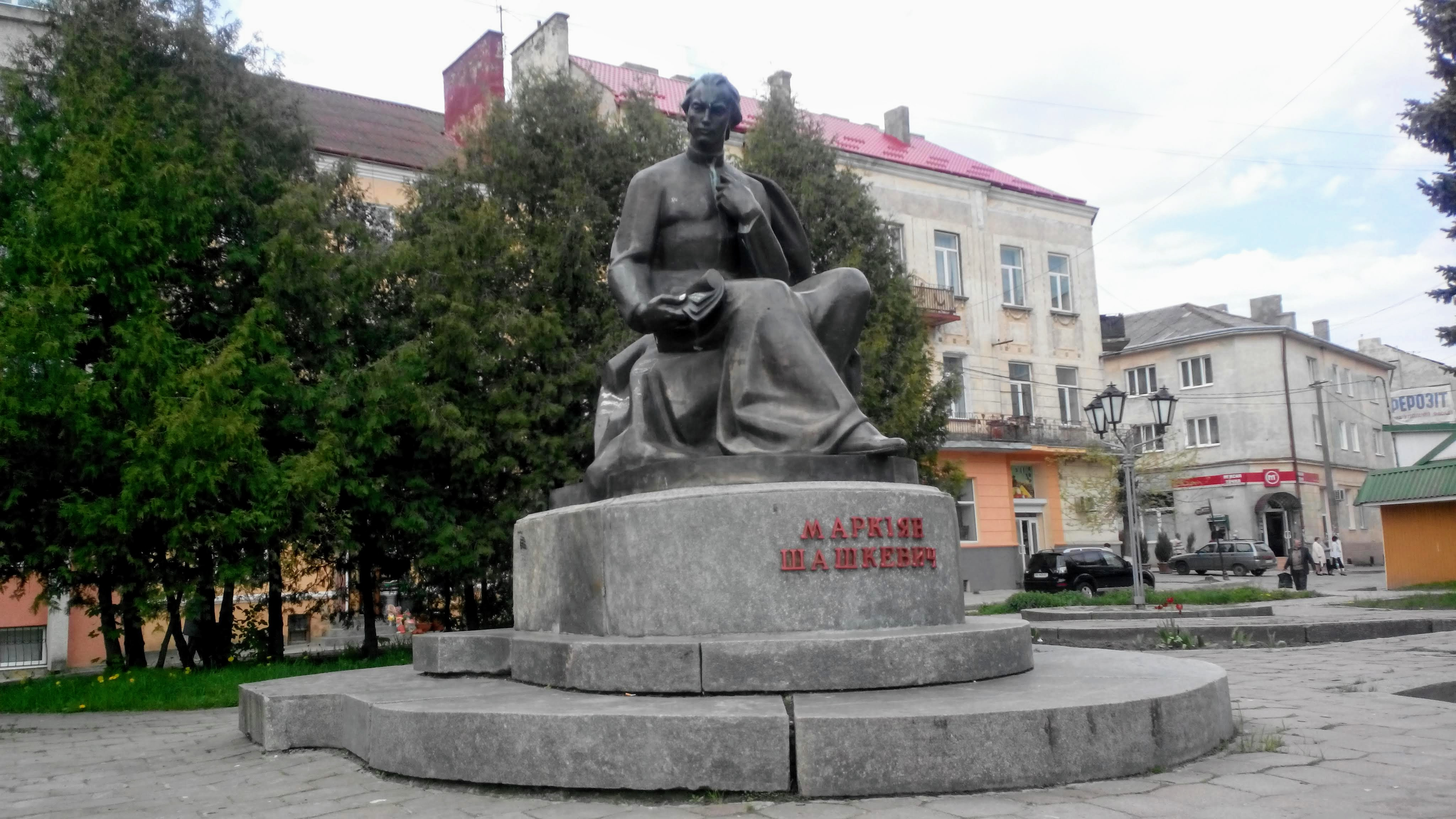
monument à Markyan Chachkevitch, classé[11],
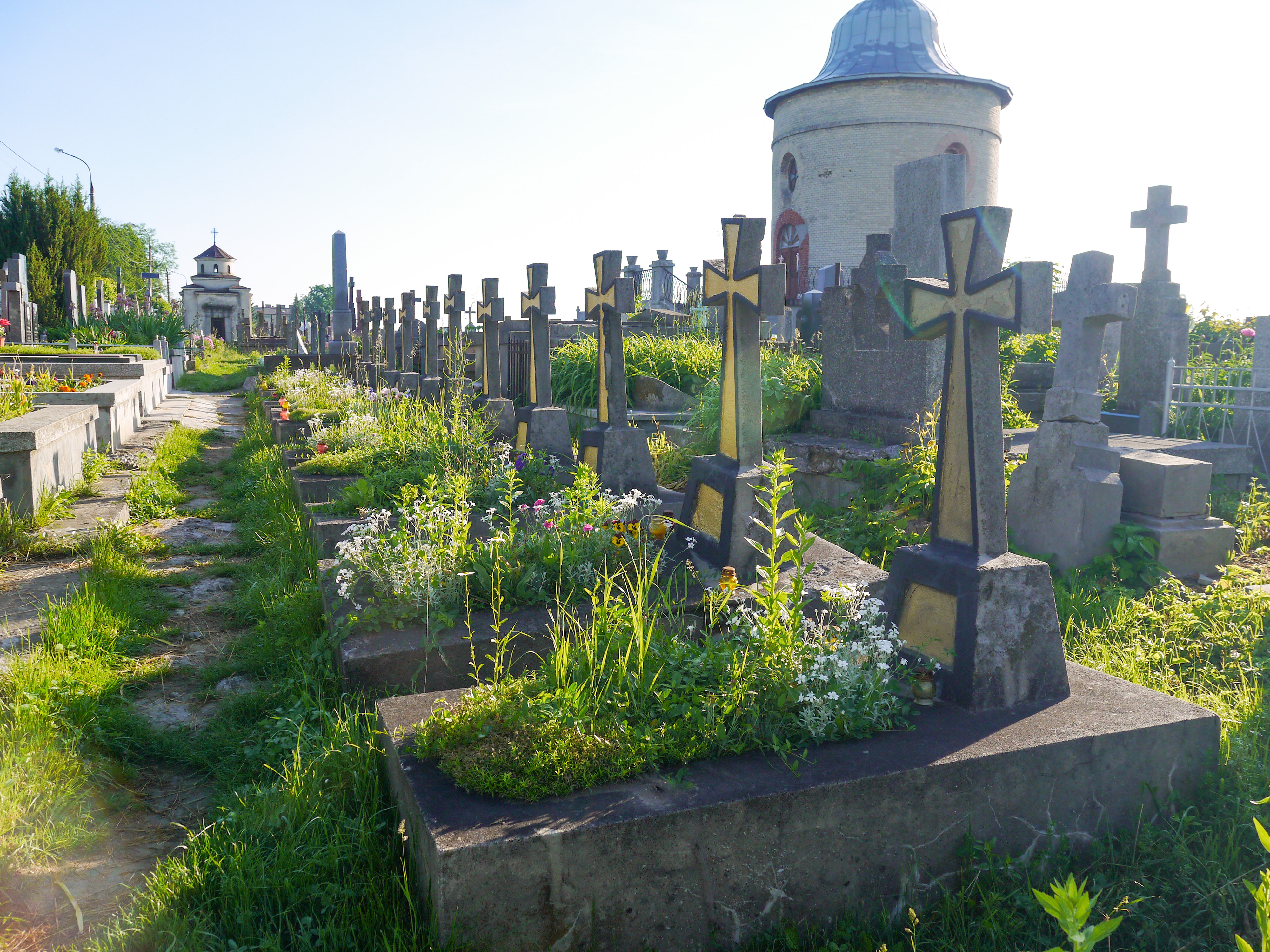
aux fusiliers de la Sitch, classé[12],
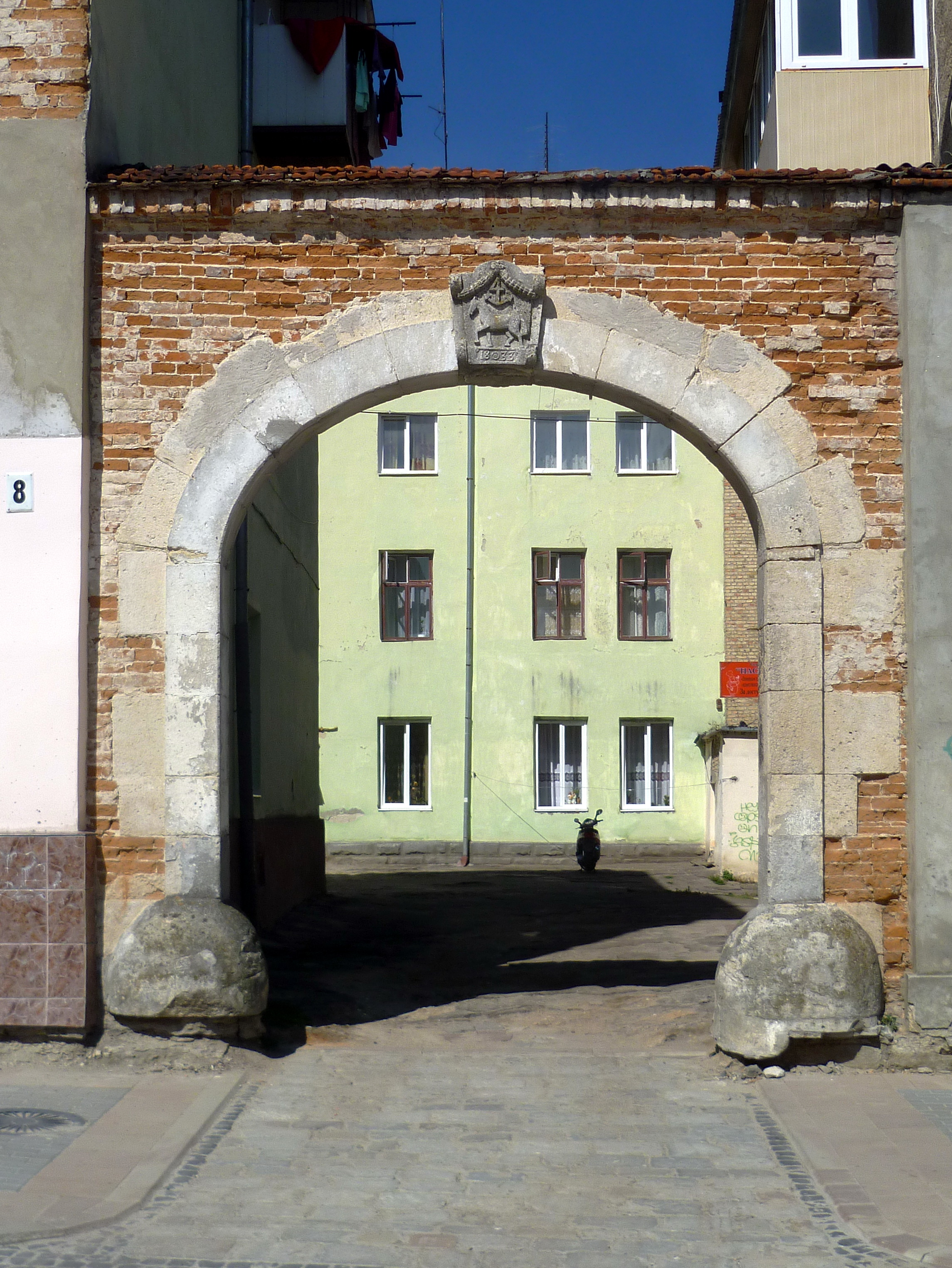
porte classée[13].

### Le château de Zolotchiv
Le  château de Zolotchiv, classé,,,, est situé à Zolotchiv. Ce château, construit dans la première moitié du XVIIe siècle, était la propriété de la famille Sobieski.

## Personnalités
Personnalités nées à Zolotchiv :

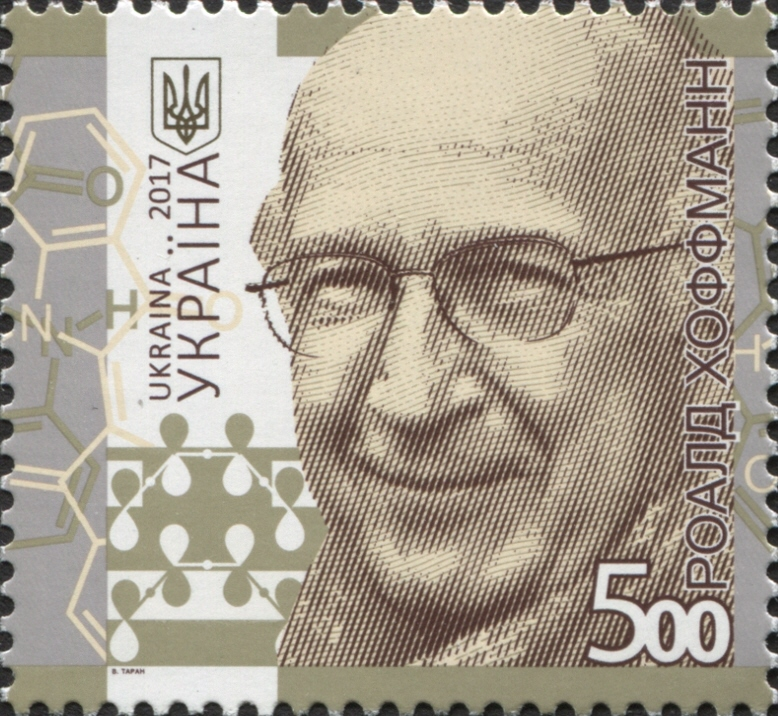
Timbre ukrainien honorant Roald Hoffmann, 2017.

- Naftali Hertz Imber (1856-1909), poète juif et militant sioniste ;
- Arthur Fellig dit Weegee (1899-1966), photo-journaliste juif américain ;
- Roald Hoffmann (°1937), chimiste et poète juif américain, Prix Nobel de chimie en 1981 ;
- Andriy Husin (1972-2014), footballeur ;
- Igor Vovchanchyn (°1973), kick-boxeur et pratiquant d'arts martiaux mixtes.

## Jumelage
Zolotchiv est jumelée avec :
- Schöningen (Allemagne) depuis 1996